# Бевзенко Степан Пилипович
Бевзе́нко Степа́н Пили́пович (нар. 7 серпня 1920, с. Станіславівка, нині Новоархангельського району Кіровоградської області — 15 січня 2005, Київ) — український мовознавець і педагог, дослідник історії та діалектології української мови. Доктор філологічних наук (1962), професор (1964). Учасник Другої світової війни.

## Біографія
Закінчив Одеський університет (1945). Працював старшим викладачем (від 1949), завідувачем кафедри української мови (1950—1962), доцентом (від 1951) Ужгородського університету. Завідувач кафедри української мови Одеського університету (1962—1981); завідувач кафедри мовознавства й методики викладання мови (1982—1991), професор кафедри української мови (1991—1999) Київського педагогічного інституту (нині Національний педагогічний університет імені Михайла Драгоманова).

## Наукова діяльність
Досліджував історію української мови, діалектологію, синтаксис сучасної української літературної мови. На основі опрацювання численних українських писемних пам'яток і діалектних записів створив монографію «Історична морфологія української мови: Нариси із словозміни та словотвору» (Ужгород, 1960). Монографія не тільки узагальнювала значну кількість наукових праць і розвідок з різних ділянок історії української мови, а й у цілому ряді випадків, особливо тих, що стосуються історії іменників і діеслів, по-новому пояснювала мовні явища, набагато детальніше змальовувала еволюцію форм мовної системи.
Описав окремі фонетичні явища та низку морфологічних і синтаксичних особливостей закарпатських говірок, запропонував типологію відмінностей українських діалектів на різних структурних рівнях. Брав участь у підготовці «Атласу української мови». Співавтор (разом із Йосипом Дзендзелівським та Павлом Чучкою) програми збирання матеріалів для регіонального закарпатського діалектологічного атласу (1960).
Під керівництвом С. Бевзенка вперше в українському мовознавстві підготовлено два інверсійні словники української мови (1971—1976, 1985). Це сприяло дослідженню словотвірних ресурсів сучасної української літературної мови.
У навчальному посібнику «Історія українського мовознавства: Історія вивчення української мови» (К., 1991) висвітлив історіографію мовознавчої україністики, подав власну періодизацію історії вивчення української мови.

### Праці
- Нариси з історії граматики української мови. Морфологія. К., 1953.
- Історична морфологія української мови: Нариси із словозміни та словотвору. — Ужгород: Закарпатське обласне видавництво, 1960. — 415 с.
- Вступ до української діалектології. Конспект лекцій для студентів. — Одеса, 1965. — 68 с.
- Практичні заняття з української діалектології. — Одеса, 1970. — 96 с.
- Інверсійний словник української мови. Вип. 1-3, К., 1971—1975 (співукл.).
- Історія української мови. Морфологія. К., 1978 (співавт.).
- Українська діалектологія. — К.: «Вища школа», 1980. — 247 с.
- Інверсійний словник української мови. К., 1985 (співукл.).
- Структура складного речення в українській мові. К., 1987.
- Українська діалектологія: Збірник вправ і завдань. К., 1990.
- Сучасна українська літературна мова. К., 1994 (співавт.).